# Construction paracyclonique

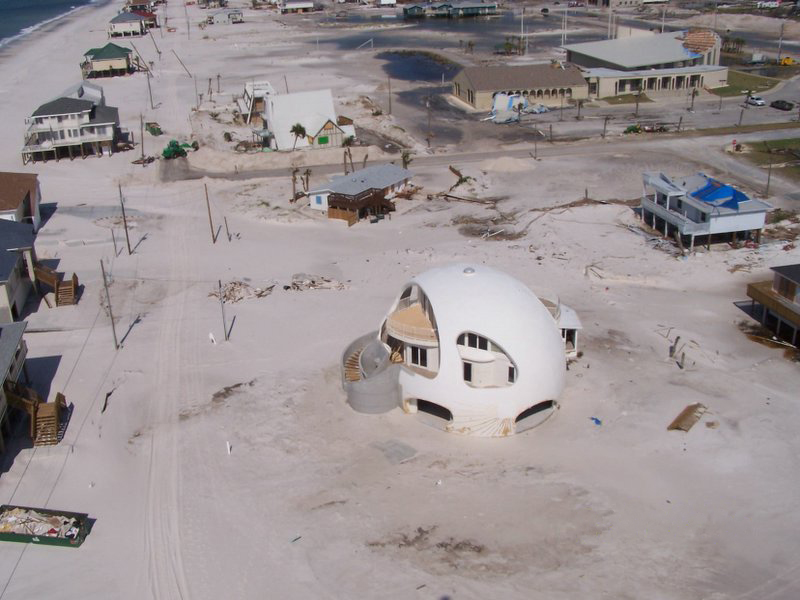
Maison conçue pour résister aux cyclones (vue ici après l'ouragan Dennis de 2005).

Une construction paracyclonique ou anticyclonique est un bâtiment conçu pour résister au mieux aux effets directs provenant d'un cyclone tropical.

## Effets d'un cyclone et ouvrages concernés
Lors d'un cyclone tropical, plusieurs phénomènes extrêmes peuvent endommager, et même détruire, une construction : les rafales de vent, la pluie diluvienne, les inondations, les débris transportés par le vent ou les rivières, les glissements de terrain, l'onde de tempête près des côtes.
En général, une construction anticyclonique est conçue pour résister aux effets directs du vent, aux débris aériens et à la pluie. Les autres phénomènes (inondations, crues, glissements de terrain, onde de tempête, etc.) sont difficilement maîtrisables par les techniques de construction courantes, on les contourne par la mise en place d'un plan d'occupation des sols qui peut interdire les constructions dans des zones susceptibles d'être affectées par ces phénomènes dévastateurs.
Les constructions anticycloniques ne sont pas faites pour résister à tous les phénomènes engendrés par les cyclones, elles ont seulement un niveau de solidité suffisant pour assurer la survie des populations affectées et, dans une moindre mesure, préserver les biens et les équipements vitaux.
Les ouvrages prioritairement anticycloniques sont en général :
- Protection directe des populations
  - Habitations individuelles et collectives
  - Édifices publics pouvant abriter des populations avant l'arrivée du cyclone (abris anticycloniques, écoles, gymnases, etc.)

- Infrastructures indispensables aux secours
  - Centre de commandement et d'organisation des secours
  - Services de secours (hôpitaux, pompiers, armée, police, etc.)
  - Centres et relais de communication (radio pour l'information des populations, téléphone)
  - Centre météorologique
  - Aéroports
  - Usines de traitement d'eau potable
  - Usines d'électricité

Cette liste n'est pas exhaustive, d'autres types d'ouvrages peuvent bien sûr la compléter (réserves en carburants, centres économiques importants, etc.), mais il serait trop long de tous les citer.

## Dispositions constructives
Il ne s'agit pas de construire des ouvrages résistant à tous les effets des cyclones, mais de concevoir et réaliser des bâtiments ayant un niveau suffisant pour assurer les trois fonctions de base suivantes : résistance mécanique, abri du vent et de la pluie. Et cela pour un coût raisonnable par rapport au risque, donc en ne mettant en œuvre que des techniques de construction courantes, avec simplement quelques adaptations.
Les dispositions constructives indiquées dans ce chapitre donnent un aperçu de l'ingénierie et des techniques mises en œuvre pour les constructions anticycloniques.
En plus de ces dispositions, avant l'arrivée d'un cyclone, ces bâtiments doivent être préparés pour son passage (renforcements des fermetures, protection des ouvertures, mise en place des volets, calfeutrements, etc.).

### Vent
Les effets du vent sur un bâtiment sont principalement mécaniques :
- Pression : force perpendiculaire aux parois d'un bâtiment, lorsque la pression exercée est supérieure à la pression atmosphérique on l'appelle surpression, et dépression dans le cas où cette pression est inférieure à la pression atmosphérique.
- Entrainement : force parallèle aux parois, dans le sens d'écoulement local du vent

Ces forces sont calculées en utilisant les lois de comportement simplifiées de la mécanique des fluides ainsi que les normes en vigueur.
- Le calcul des forces locales permet de dimensionner les éléments constituant un bâtiment : façades, murs, couvertures, menuiseries, etc.;
- Le bilan des forces appliquées globalement permet de dimensionner la stabilité générale de la construction : contreventement, soulèvement, basculement, prise au vent, ancrage au sol.

L'ouvrage construit doit alors résister à des efforts de soulèvement (lestage ou ancrage) et horizontaux (contreventement). Cela se traduit principalement par :
- Couverture : resserrement des espaces entre pannes et chevrons, augmentation des fixations des éléments de couverture ;
- Façade et menuiserie : montants et vitrages plus épais ;
- Contreventement : murs de refend répartis régulièrement sur chaque façade ;
- Soulèvement : lestage des poteaux, ancrage de la structure de la toiture dans celle du bâtiment ;
- Prise au vent : éviter les grands débords de toiture, à moins de les lester.

### Débris aériens
Les vents violents qui accompagnent un cyclone arrachent puis transportent divers débris qui, lorsqu'ils sont assez légers, peuvent se transformer en projectiles mortels (branchage, tôle, planche, palissade, etc.).
Les solutions techniques, fréquemment mises en œuvre, pour résister à ces impacts de débris sont :
- Mur extérieur : réalisation en matériau assez solide, des maçonneries ou des planches en bois sont en général suffisantes ;
- Vitrage des menuiseries : protection par des volets ou utilisation de vitres feuilletées[3].

Des arbres plantés à proximité immédiate d'un bâtiment constituent aussi un risque, le sol détrempé par la pluie associé à un vent violent peuvent déraciner un arbre et le faire tomber sur le bâtiment.
En général, les bâtiments ne sont pas conçus pour résister à l'impact de débris lourd comme un arbre, il suffit de planter les arbres suffisamment loin pour qu'ils soient hors de portée du bâtiment en cas de déracinement.

### Pluie
Contrairement à une pluie normale qui tombe du ciel verticalement ou est inclinée par le vent, une pluie de cyclone est toujours accompagnée de vents violents qui rendent la pluie horizontale et même ascendante.
L'eau, projetée à grande vitesse sur les parois extérieures, a donc tendance à s'infiltrer dans les moindres trous et joints existants.
Les toitures sont bien sûr les premières à être affectées. Les façades, les aérations et les menuiseries le sont aussi, même si ces dernières semblent être à l'abri d'auvents.
Dans un bâtiment, les passages possibles pour l'eau sont quasi infinis et surtout très variés, l'étanchéité à la pluie est la fonction la plus complexe à réaliser.
Les solutions techniques principalement mises en œuvre consistent à :
- Utiliser des matériaux peu sensibles à l'eau ;
- Étancher ou imperméabiliser le mieux possible les couvertures et façades ;
- Limiter les passages potentiels d'eau (par exemple éviter les toitures en petits éléments qui multiplient les recouvrements) ;
- Récupérer l'eau et l'évacuer vers l'extérieur lorsque les ouvertures sont nécessaires (aérations, jeux dans les menuiseries, joints de façade, recouvrements entre éléments de couverture, etc.).

Malheureusement, quel que soit le soin mis à sa réalisation, un bâtiment paracyclonique n'est pas un sous-marin, ces solutions ne garantissent pas l'étanchéité parfaite de l'ouvrage face à un cyclone tropical, et un peu d'eau parvient presque toujours à traverser les barrières érigées pour la bloquer.

### Tornades et orages violents
Bien que n'étant pas des cyclones tropicaux, ces phénomènes peuvent générer des effets analogues à ceux d'un cyclone tropical. Cependant, la violence des vents des tornades (parfois plus de 300 km/h) ne permet pas de construire, à un coût raisonnable, des bâtiments entiers assez solides pour résister au vent extrême et surtout aux impacts de débris. Le préavis d'arrivée et le temps de passage d'une tornade sont aussi beaucoup plus courts que pour un cyclone tropical, quelques dizaines d'heures pour un cyclone et quelques minutes pour une tornade.
Ces phénomènes météo étant très localisés dans le temps et l'espace, il est admis que les ouvrages soient détruits par les vents et que la sécurité et la survie des personnes soient assurées par des abris anti-tornade.

## Normes de construction
Il n'existe pas de norme unique traitant toutes les spécificités des constructions anticycloniques. En revanche on utilise le système normatif, réglementaire et législatif pour réaliser des constructions paracycloniques.
En général, les normes définissent des niveaux de sollicitation ou de résistance, avec éventuellement des préconisations sur le choix du niveau en fonction de l'exposition. Les lois et les règlements imposent les niveaux d'exposition et de solidité par une carte des vents.
Suivant le pays, la région, l'exposition, le cadre législatif, les constructions anticycloniques courantes doivent être conçues pour résister à des vents maximum variant de 120 à 250 km/h.